# Péter Holoda
Péter Holoda (1996) is een Hongaars zwemmer die is gespecialiseerd in de vrije slag en de vlinderslag.

## Biografie
In 2014 nam Holoda deel aan de Europese kampioenschappen zwemmen 2014. Zijn beste resultaat was de 31e plaats op de 100 meter vrije slag. Enkele maanden later nam Holoda een eerste keer deel aan de Wereldkampioenschappen kortebaanzwemmen. Hij eindigde 22e op de 100m vrije slag.
Op de Europese kampioenschappen zwemmen 2016 in Londen zwom Holoda de 14e tijd in de reeksen van de 50 meter vrije slag. Er mogen per land echter slechts twee deelnemers deelnemen aan de halve finales. Zijn landgenoten Richard Bohus en Krisztián Takács hadden sneller gezwommen zodat Holoda niet mocht deelnemen aan de halve finale. Samen met Krisztián Takács, Richard Bohus Dominik Kozma eindigde Holoda vijfde in de finale van de 4x100 meter vrije slag.

## Internationale toernooien
| Jaar | Olympische Spelen  | WK langebaan  | WK kortebaan                                                                                         | EK langebaan                                                  | EK kortebaan  |
| ---- | ------------------ | ------------- | --- | ------------------------------------------------------------- | ------------- |
| 2014 |                    |               | 41e 50m vrije slag 22e 100m vrije slag 43e 50m vlinderslag 44e 100m wisselslag 10e 4x100m wisselslag | 50e 50m vrije slag 31e 100m vrije slag 39e 50m vlinderslag    |               |
| 2015 |                    | geen deelname | |                                                               | geen deelname |
| 2016 | 5-21 augustus 2016 |               | 7-11 december 2016                                                                                   | serie 50m vrije slag 25e 100m vrije slag 5e 4x100m vrije slag |               |

## Persoonlijke records
Bijgewerkt tot en met 4 juni 2016
Kortebaan
| Afstand         | Tijd  | Datum           | Plaats |
| --------------- | ----- | --------------- | ------ |
| 50m vrije slag  | 22,15 | 4 december 2014 | Doha   |
| 100m vrije slag | 48,02 | 6 december 2014 | Doha   |
| 50m vlinderslag | 23,95 | 5 december 2014 | Doha   |

Langebaan
| Afstand         | Tijd  | Datum         | Plaats   |
| --------------- | ----- | ------------- | -------- |
| 50m vrije slag  | 22,38 | 14 april 2016 | Gyor     |
| 100m vrije slag | 49,22 | 16 april 2016 | Gyor     |
| 50m vlinderslag | 24,33 | 19 juli 2014  | Debrecen |